# 重松清
重松 清（しげまつ きよし、1963年3月6日 - ）は、日本の小説家。
岡山県生まれ。
少年時代吃音で悩んでいたことも後に作品に反映させている。早稲田大学教育学部卒。出版社勤務を経て、フリーライターに。
『ビフォア・ラン』(1991年)で作家デビューし、『ナイフ』(1997年)、『定年ゴジラ』(1998年)などで注目される。『ビタミンF』(2000年)で直木賞を受賞。主に現代的な家族の姿をモチーフとし、日常の中に潜む社会的問題を浮き彫りにする。少年少女の悩める心、成長の姿を扱った作品への評価も高い。

## 略歴
岡山県久米郡久米町（現・津山市）の生まれ。中学、高校時代は山口県で過ごし、1981年、山口県立山口高等学校卒業後、18歳で上京。早稲田大学教育学部国語国文学科卒業。出版社に勤務した後、田村章など多数のペンネームを持つフリーライターとして独立し、ドラマ・映画のノベライズや雑誌記者、ゴーストライターなど、多くを手がけた。ほかに岡田幸四郎 など。
『ファイナルファンタジーシリーズ』で、有名な坂口博信が手がけるXbox 360用のゲームソフト『ロストオデッセイ』において、サブシナリオを担当する。
2007年度の第74回NHK全国学校音楽コンクール中学校の部課題曲「めぐりあい」の作詞を担当した。作曲は高嶋みどり。
山本周五郎賞、講談社ノンフィクション賞選考委員。
2017年、早稲田大学文化構想学部教授（任期付）を務める。

## 受賞歴（候補歴）
- 1999年、『ナイフ』で坪田譲治文学賞を受賞[3]。
- 1999年、『エイジ』で山本周五郎賞を受賞。
- 『定年ゴジラ』、『カカシの夏休み』が直木賞に候補として上がる。
- 『ビタミンF』で直木賞2000年下半期に受賞。同作品は、NHKでテレビドラマ化された。
- 2010年、『十字架』で吉川英治文学賞を受賞。
- 2014年、『ゼツメツ少年』で毎日出版文化賞を受賞。

## 人物
- 大学卒業後すぐ22歳で結婚し、28歳の時に長女、33歳の時に次女をもうけている[1]。
- 矢沢永吉の熱心なファン[8]で、『成りあがり』を真似て夜行列車でわざわざフォークギターを持って上京したが、東京に着いたらラッシュアワーで死ぬかと思ったという。矢沢永吉や吉田拓郎は、「地方に住む僕たちに『上京の物語』を与えてくれた」と感謝している[9]。
- けらえいこ『ためしてためしてあたしンち』（2008年、メディアファクトリー刊）に、解説「タチバナさんちの玄関」を寄稿している。この中で重松は『あたしンち』を全巻持っていると述べており、「あたしンち」のコミックスのコーナーだけがボロボロになっているという。
- 広島カープのファン[10]。1975年の広島初優勝を描いた小説『赤ヘル1975』を発表していたり、実際2016年に広島カープが優勝した際には『スポーツニッポン』に優勝を祝って特別寄稿した[5]。
- たけし軍団の秋山見学者が、ビートたけしの運転手をしていた頃に、売れるために、同じたけし軍団の同期である水道橋博士にアドバイスを求めたところ「殿（ビートたけし）の行動を全部メモしたら？ 今、日本一の売れっ子である殿の日常を事細かく書けば、絶対それは本になる」と言われたが、秋山は自分に文才がないことを理由に断った。その1年後、出版社が見つけたライターが代わりに書いた原稿を水道橋博士が見て絶賛し、太田出版から『たけしー・ドライバー』として出版され、重版を重ねるヒット作となった。このゴーストライター「田村章」こそがのちの重松清であることを、水道橋博士が明かしている[11]。
- かねこゆかりのギャグ漫画『モテないメモリー』のファン。同作品の完結記念に『別冊マーガレット』2020年10月号にて作者と対談を行っている[12]。

## 作品

### 小説

#### 一般小説
1990年代
- ビフォア・ラン（1991年8月 ベストセラーズ / 1998年10月 幻冬舎文庫）
- 私が嫌いな私（1992年8月 太田出版）
- 四十回のまばたき（1993年11月 角川書店 / 2000年8月 幻冬舎文庫）
- バック・ビート（田村章名義、1994年 扶桑社）
- 見張り塔からずっと（1995年1月 角川書店 / 1999年9月 新潮文庫）
- 舞姫通信（1995年9月 新潮社 / 1999年4月 新潮文庫）
- 幼な子われらに生まれ（1996年7月 角川書店 / 1999年8月 幻冬舎文庫）
- ナイフ（1997年11月 新潮社 / 2000年7月 新潮文庫）
- 定年ゴジラ（1998年3月 講談社 / 2001年2月 講談社文庫）
- エイジ（1999年2月 朝日新聞出版 / 2001年8月 朝日文庫 / 2004年7月 新潮文庫）
- 日曜日の夕刊（1999年11月 毎日新聞社）
- 半パン・デイズ（1999年11月 講談社 / 2002年11月 講談社文庫）

2000年代
- カカシの夏休み（2000年5月 文藝春秋 / 2003年5月 文春文庫）
- ビタミンF（2000年8月 新潮社 / 2003年7月 新潮文庫）
- さつき断景（2000年11月 祥伝社 / 2004年2月 祥伝社文庫）
  - 【改題】星に願いを さつき断景（2008年12月 新潮文庫）

- リビング（2000年12月 中央公論新社 / 2003年10月 中公文庫）
- 隣人（2001年2月 講談社）
  - 【改題】世紀末の隣人（2003年12月 講談社文庫）

- 口笛吹いて（2001年4月 文藝春秋 / 2004年3月 文春文庫）
- かっぽん屋（2002年6月 角川文庫）
- 流星ワゴン（2002年2月 講談社 / 2005年2月 講談社文庫）
- 熱球（2002年3月 徳間書店 / 2004年12月 徳間文庫 / 2007年12月 新潮文庫）
- 小さき者へ（2002年10月 毎日新聞社 / 2006年7月 新潮文庫）
- きよしこ（2002年11月 新潮社 / 2005年7月 新潮文庫）
- トワイライト（2002年12月 文藝春秋 / 2005年12月 文春文庫）
- 疾走（2003年8月 角川書店 / 2005年5月 角川文庫）
- 哀愁的東京（2003年8月 光文社 / 2006年12月 角川文庫）
- お父さんエラい!単身赴任二十人の仲間たち（2003年9月 講談社）
  - 【改題】ニッポンの単身赴任（2005年10月 講談社文庫）

- 送り火（2003年11月 文藝春秋 / 2007年1月 文春文庫）
- ニッポンの課長（2004年1月 日経BP社 / 2006年1月 講談社文庫）
- 卒業（2004年2月 新潮社 / 2006年12月 新潮文庫）
- いとしのヒナゴン（2004年10月 文藝春秋 / 2007年9月 文春文庫）
- その日のまえに（2005年8月 文藝春秋 / 2008年9月 文春文庫）
- きみの友だち（2005年10月 新潮社 / 2008年7月 新潮文庫）
- 娘に語るお父さんの歴史（2006年2月 ちくまプリマー新書 / 2016年2月 新潮文庫）
- 小学五年生（2007年3月 文藝春秋 / 2009年12月 文春文庫）
- カシオペアの丘で（2007年5月 講談社【上・下】 / 2010年4月 講談社文庫【上・下】）
- くちぶえ番長（2007年7月 新潮文庫）
- 青い鳥（2007年7月 新潮社 / 2010年6月 新潮文庫）
- 永遠を旅する者（2007年11月 講談社 / 2010年10月 講談社文庫） - Xbox 360のゲーム「ロストオデッセイ」の中のサブシナリオをまとめた作品
- ブランケット・キャッツ（2008年2月 朝日新聞出版社 / 2011年2月 朝日文庫）
- 季節風シリーズ
  1. ツバメ記念日 季節風・春（2008年3月 文藝春秋 / 2010年12月 文春文庫）
  2. 僕たちのミシシッピ・リバー 季節風・夏（2008年6月 文藝春秋 / 2011年7月 文春文庫）
  3. 少しだけ欠けた月 季節風・秋（2008年9月 文藝春秋 / 2011年8月 文春文庫）
  4. サンタ・エクスプレス 季節風・冬（2008年12月 文藝春秋 / 2010年11月 文春文庫）

- ブルーベリー（2008年4月 光文社）
  - 【改題】鉄のライオン（2011年4月 光文社文庫）

- 気をつけ、礼。（2008年8月 新潮社）
  - 【改題】せんせい。（2011年7月 新潮文庫）

- みぞれ（2008年7月 角川文庫）
- とんび（2008年10月 角川書店 / 2011年10月 角川文庫 / 2015年6月 大活字本シリーズ【上・下】）
- 希望ヶ丘の人びと（2009年1月 小学館 / 2011年5月 小学館文庫 / 2015年11月 講談社文庫【上・下】）
- ステップ（2009年3月 中央公論新社 / 2012年3月 中公文庫）
- かあちゃん（2009年5月 講談社 / 2012年4月 講談社文庫）
- あの歌がきこえる（2009年7月 新潮文庫）
- 青春夜明け前（2009年8月 講談社文庫）
- 再会（2009年10月 新潮社）
  - 【改題】ロング・ロング・アゴー（2012年7月 新潮文庫）

- 十字架（2009年12月 講談社 / 2012年12月 講談社文庫）

2010年代
- きみ去りしのち（2010年2月 文藝春秋 / 2013年3月 文春文庫）
- あすなろ三三七拍子（2010年3月 毎日新聞社 / 2014年1月 講談社文庫【上・下】）
- ポニーテール（2011年7月 新潮社 / 2014年7月 新潮文庫 / 2017年11月 大活字本シリーズ【上・下】）
- 峠うどん物語（2011年8-9月 講談社【上・下】 / 2014年10月 講談社文庫【上・下】）
- 希望の地図 3.11から始まる物語（2012年3月 幻冬舎 / 2015年2月 幻冬舎文庫）
- 空より高く（2012年9月 中央公論新社 / 2015年9月 中公文庫）
- また次の春へ（2013年3月 扶桑社 / 2016年3月 文春文庫）
- きみの町で（2013年5月 朝日出版社）
- 星のかけら（2013年6月 新潮文庫）
- ファミレス（2013年7月 日本経済新聞出版社 / 2016年5月 角川文庫【上・下】）
- みんなのうた（2013年8月 角川文庫）
- ゼツメツ少年（2013年9月 新潮社 / 2016年7月 新潮文庫）
- 赤ヘル1975（2013年11月 講談社 / 2016年8月 講談社文庫）
- 一人っ子同盟（2014年9月 新潮社 / 2017年7月 新潮文庫）
- なきむし姫（2015年7月 新潮文庫）
- たんぽぽ団地（2015年12月 新潮社 / 2018年6月 新潮文庫）
- どんまい（2018年10月 講談社）
- 木曜日の子ども（2019年1月 KADOKAWA）
- ニワトリは一度だけ飛べる（2019年3月 朝日文庫出版）
- ルビィ (2020年9月 講談社)

#### R-18小説
- 愛妻日記（2003年12月 講談社 / 2007年4月 講談社文庫）
- なぎさの媚薬シリーズ
  1. 敦夫の青春・研介の青春（2004年7月 小学館）
    - 海の見えるホテル（2007年12月 小学館文庫）、追憶の課外授業（2008年2月 小学館文庫）

  2. 哲也の青春・圭の青春（2005年7月 小学館）
    - 彼女を憐れむ歌（2008年4月 小学館文庫）、ねえさんの浴衣（2008年6月 小学館文庫）

  3. 霧の中のエリカ（2006年12月 小学館）
    - 霧の中のエリカ（2008年8月 小学館文庫）、天使の階段（2008年10月 小学館文庫）

  4. きみが最後に出会ったひとは（2007年6月 小学館）
    - ラスト・スマイル（2008年12月 小学館文庫）、なぎさ昇天（2009年2月 小学館文庫）

  - なぎさの媚薬（2017年10月 文春文庫【上・下】）

#### 児童小説
- さすらい猫ノアの伝説シリーズ - 絵・杉田比呂美
  1. さすらい猫 ノアの伝説（2010年8月 講談社）
    - 【改題】勇気リンリン!の巻（2011年10月 講談社青い鳥文庫）

  2. 転校生は黒猫がお好きの巻（2012年7月 講談社青い鳥文庫）
- カレーライス（光村図書平成17年度版小学校6年生用国語科教科書のための書き下ろし）

### アンソロジー
「」内が重松清の作品
- 短篇ベストコレクション 現代の小説2000（2000年5月 徳間文庫）「世の中」
- 短篇ベストコレクション 現代の小説2003（2003年6月 徳間文庫）「ゲルマ」
- 闇に香るもの（2004年8月 新潮文庫）「サマーキャンプへようこそ」
- 空を飛ぶ恋―ケータイがつなぐ28の物語（2006年5月 新潮文庫）「オーヴァー・ザ・レインボウ」
- Vintage '06（2006年6月 講談社）「ひとしずく」
- 極上掌篇小説（2006年11月 角川書店）「それでいい」
  - 【改題】ひと粒の宇宙（2009年11月 角川文庫）
- 重松清 はじめての文学（2007年7月 文藝春秋）- 自選アンソロジー
- きみが見つける物語 友情編（2008年8月 角川文庫）「交差点」
- あなたに、大切な香りの記憶はありますか?（2008年10月 文藝春秋 / 2011年10月 文春文庫）「コーヒーもう一杯」
- 黒い報告書（2008年10月 新潮文庫）「「不器用な男」が夢みた人生が二度あれば」
- 黒い報告書2（2010年2月 新潮文庫）「誘蛾灯に引き寄せられた公務員の「愛欲の日々」」
- そういうものだろ、仕事っていうのは（2011年2月 日本経済新聞出版社）「ホームにて、蕎麦。」
- 卒業ホームラン―自選短編集男子編（2011年9月 新潮文庫）- 自選アンソロジー
- まゆみのマーチ―自選短編集女子編（2011年9月 新潮文庫）- 自選アンソロジー
- それでも三月は、また（2012年2月 講談社）「おまじない」

### その他
- ヴィーナス誕生（岡田有希子　1986年4月、ポニカ出版）構成担当
- セカンド・ライン【エッセイ】（2001年11月 朝日新聞出版）
  - 【改題】明日があるさ（2005年4月 朝日文庫）
- 走って、負けて、愛されて。ハルウララ物語【ドキュメント】（2004年1月 平凡社）
- よりみちパン!セ1 みんなのなやみ【人生相談】（2004年 理論社 / 2009年11月・12月 新潮文庫 / 2011年7月 イースト・プレス）
- スポーツを「読む」 記憶に残るノンフィクション文章讀本（2004年11月 集英社新書）
- うちのパパが言うことには【エッセイ】（2005年4月 毎日新聞社 / 2008年5月 角川文庫）
- 娘に語るお父さんの歴史（2006年2月 筑摩書房 / 2016年3月 新潮文庫）
- 夢・続投! マスターズ甲子園【ルポ】（2007年3月 朝日新聞出版 / 2014年12月 朝日文庫）
- オヤジの細道【エッセイ】（2008年1月 講談社文庫）
- 加油（ジャアヨウ）…! 五輪の街から（2008年10月 朝日新書）
- 星をつくった男 阿久悠と、その時代【ノンフィクション】（2009年9月 講談社 / 2012年9月 講談社文庫）
- おじいちゃんの大切な一日【絵本】（2011年5月 幻冬舎）- 絵・はまのゆか
- よりみちパン!セ12 みんなのなやみ2【人生相談】（2011年12月 イースト・プレス）
- この人たちについての14万字ちょっと【作家論】（2014年11月 扶桑社）
  - 【改題】あのひとたちの背中（2017年3月 文春文庫）

### 共編著
- 女が男にふられる時（田村章名義、Mountain共著、1993年6月 廣済堂出版）
- だからこそライターになって欲しい人のためのブックガイド（田村章, 中森明夫, 山崎浩一共著、太田出版、1995年2月）
- あした命はもっと輝く! ひたむき女性20人の「自分肯定力」 女性自身「シリーズ人間」ベスト選集（1999年3月 光文社）
- 心に届く日本語 よのなか教科書（藤原和博共著、2003年1月 新潮社）
- 山口瞳「男性自身」傑作選 中年篇（2003年6月 新潮社）
- 教育とはなんだ 学校の見方が変わる18のヒント（2004年4月 筑摩書房 / 2008年3月 ちくま文庫）- 文庫版には2編追加収録
- 最後の言葉 戦場に遺された二十四万字の届かなかった手紙（渡辺考共著、2004年7月 講談社 / 2007年7月 講談社文庫）
- 残しておきたい日本のこころ（2007年6月 幻戯書房）
- 人生の教科書「情報編集力をつける国語」（藤原和博・橋本治共著、2007年10月 ちくま文庫）
- ありがとう、ごめんね、そしてさようなら 家族からのラブレター（2008年4月 新潮社） - 出演ラジオ番組「マイ・ストーリー」をまとめたもの
- 涙の理由 人はなぜ涙を流すのか（茂木健一郎共著、2009年2月 宝島社 / 2014年6月 宝島sugoi文庫）
- ぼくはこう生きている君はどうか（鶴見俊輔共著、2010年1月 潮出版社 / 2016年7月 潮文庫）
- 宮澤賢治―雨ニモマケズという祈り（2011年7月 新潮社）- 澤口たまみ・小松健一との共著
- 問いかける風景（2012年2月 産業編集センター）- 写真家・丸田祥三との写真対話集

### ノベライズ（田村章名義）
- 太田出版
  - スキ!（野島伸司、1990）
  - 君は僕をスキになる（野島伸司、1990）
  - ネコノトピア・ネコノマニア（木村淳・藤田一朗、1990）
  - 世にも奇妙な物語8 （1991）
  - 世にも奇妙な物語C （1992）
  - 101回目のプロポーズ（野島伸司、1991）
  - キッズ・リターン（ビートたけし、1996）
- フジテレビ出版
  - 妹よ（水橋文美江、1994）
  - グッドモーニング（西荻弓絵、1994）
  - 最高の片想い（野依美幸、1995）
  - いつかまた逢える（水橋文美江、1995）
  - バースデイプレゼント（水橋文美江、1995）
  - Naked bananas SMAPのがんばりましょう（橋部敦子、1995）
  - 僕らに愛を!（西荻弓絵、1995）
  - 正義は勝つ（戸田山雅司、1995）
- 宮澤賢治 その愛（新藤兼人、扶桑社文庫、1996）
- えがお、ときどき涙（シリーズ人間取材班編、旺文社、1999）

### 未刊行作品
- 獅子王（2011年5月 - 2012年7月、毎日新聞日曜版に連載）
- アゲイン（2012年5月 - 2016年10月、小説すばるに連載）

## メディア・ミックス

### テレビドラマ
- キャッチボール日和（1999年11月19日、関西テレビ系、「金曜エンタテイメント」枠で放送、主演：宇崎竜童、原作：キャッチボール日和『ナイフ』所収）
- 定年ゴジラ（2000年2月24日 - 3月9日、全6話、NHK BS2、主演：長塚京三）- 第38回ギャラクシー賞奨励賞受賞
- エイジ（2000年7月20日、NHK、主演：田中聖）
- ビタミンF（全6話、NHK BS2）
  1. セッちゃん（2002年7月1日、主演：役所広司）
  2. パンドラ（2002年7月2日、主演：温水洋一）
  3. はずれくじ（2002年7月3日、主演：利重剛）
  4. ゲンコツ（2002年7月4日、主演：石橋凌）
  5. なぎさホテルにて（2002年7月5日、主演：光石研）
  6. 母帰る（2002年7月5日、主演：三上博史）
- ライオン先生（2003年10月13日 - 12月15日、全10話、日本テレビ系、主演：竹中直人、原作：ライオン先生『カカシの夏休み』所収）
- 卒業ホームラン（2011年3月23日、テレビ東京系）
  1. 卒業ホームラン（主演：船越英一郎、原作：卒業ホームラン『日曜日の夕刊』所収）
  2. 団旗はためくもとに（主演：山口智充、原作：団旗はためくもとに『小さき者へ』所収）
  3. バスに乗って（主演：杉本哲太、原作：バスに乗って『小学五年生』所収）
- とんび（2012年1月7日 - 1月14日、全2話、NHK総合テレビ、「土曜ドラマスペシャル」枠で放送、主演：堤真一）
- 黒い報告書 女と男の事件ファイル1【孤独】第二の報告書「誘蛾灯の女」（2012年6月9日、BSジャパン、主演：須藤理彩）
- とんび（2013年1月13日-3月17日、全10話、TBS系、主演：内野聖陽）
- その日のまえに（2014年3月23日・3月30日、全2話、NHK BSプレミアム、主演：佐々木蔵之介、檀れい）
- あすなろ三三七拍子（2014年7月15日 - 9月9日、全9話、フジテレビ系、主演：柳葉敏郎）
- 流星ワゴン（2015年1月18日 - 3月22日、全10話、TBS系、主演：西島秀俊、香川照之）
- 希望ヶ丘の人びと（2016年7月16日 - 8月13日、全5話、WOWOW「連続ドラマW」枠で放送、主演：沢村一樹）
- ブランケット・キャッツ（2017年6月23日 - 8月4日、全7話、NHK総合テレビ、「ドラマ10」枠で放送、主演：西島秀俊、吉瀬美智子）
- きよしこ（2021年3月20日、NHK総合テレビ「土曜ドラマ」、主演：安田顕）

### 映画
- ヒナゴン（2005年7月30日公開、監督：渡邊孝好、主演：伊原剛志、原作：いとしのヒナゴン）
- 疾走（2005年12月17日公開、監督：SABU、主演：手越祐也）
- あおげば尊し（2006年1月21日公開、監督：市川準、主演：テリー伊藤、原作：卒業）
- 愛妻日記（2006年公開、監督：サトウトシキ、緒形明 ほか、主演：永井正子、杉本哲太 ほか）
- きみの友だち（2008年7月26日公開、監督：廣木隆一、主演：石橋杏奈）
- その日のまえに（2008年11月1日公開、監督：大林宣彦、主演：南原清隆）
- 青い鳥（2008年11月29日公開、監督：中西健二、主演：阿部寛）
- アゲイン 28年目の甲子園（2015年1月17日公開、監督：大森寿美男、主演：中井貴一）
- 十字架（2016年2月6日公開、監督：五十嵐匠、主演：小出恵介）
- 恋妻家宮本（2017年1月28日公開、監督：遊川和彦、主演：阿部寛、天海祐希、原作：ファミレス）[13]
- 幼な子われらに生まれ（2017年8月26日公開、監督：三島有紀子、主演：浅野忠信）[14]
- 泣くな赤鬼（2019年6月14日公開、監督：兼重淳、主演：堤真一）
- ステップ（2020年7月17日公開、監督：飯塚健、主演：山田孝之）
- とんび（2022年4月8日公開、監督：瀬々敬久、主演：阿部寛）

### ラジオドラマ
- 再春館製薬所ドラマスペシャル その日の前に（2007年3月21日、MBSラジオ・文化放送、出演：別所哲也、原作：その日のまえに）
- 赤ヘル1975（2015年8月6日、RCCラジオ、出演：本屋敷健太）

### 舞台
- エビスくん（2005年、シェイクスピア・シアター公演、原作：エビスくん『ナイフ』所収）
- 流星ワゴン（2005年1月23日初演、劇団銅鑼公演）
- キャラメルボックス2011クリスマスツアー 流星ワゴン（2011年11月18日初演、演劇集団キャラメルボックス、原作：流星ワゴン）
- あの頃僕らはペニーレインで（2014年5月、日本橋三井ホール）
- ナイフ（2022年1月-2月、近藤芳正 一人芝居、水戸芸術館ACM劇場/東京芸術劇場）

## 出演

### テレビ
- NHKスペシャル「永ちゃん 俺たちはもう一度走れるだろうか」（2006年2月26日、NHK）[8]
- 沁みる夜汽車 スペシャル (2021年4月25日、NHK BS1) [15]
- 奇跡のレッスン 「小説 重松清 きみの近くに物語はある」 (2021年11月30日、NHK BS1) [16]
- SWITCHインタビュー 達人達（2019年6月15日、NHK Eテレ）- 俳優・堤真一と対談[17]

### ラジオ
- マイ・ストーリー - 重松清が出演（解説）していたMBSラジオの朗読番組（2006年10月 - 2007年9月）
- 東日本復興支援プロジェクト J-WAVE HEART TO HEART SEASON 6（2018年4月15日 - 2019年3月17日、J-WAVE） - ナビゲーター[18]

### CM
- サッポロビール「ヱビスビール」『ヱビス「重松清」篇』[19]（2015年3月 - ）